# Cal Pepet
Cal Bepet és una casa del segle xviii a la cantonada dels carrers del Mig i de Sant Antoni Pàdua d'Almenar (Segrià), protegida com a bé cultural d'interès local.

## Descripció
Habitatge entre mitgeres de planta baixa i dos pisos, disposat en xamfrà i cobert amb teulada de carener paral·lel a la façana principal. Es tracta d'una casa gran que va estar abandonada força temps i que es rehabilità com a segona residència. L'estructura de l'edifici és bàsicament l'originària i tot i que els murs són arrebossats encara hi ha parts on es pot veure l'aparell de pedra.

## Història
Hi ha gravada la data 1730.